# Golgo 13 (film 1983)
Golgo 13 (ゴルゴ13?, Gorugo 13) è un film d'animazione di produzione giapponese del 1983, diretto da Osamu Dezaki.
È il primo film d'animazione tratto dal manga Golgo 13 ed il terzo in totale se si considerano anche i due live action prodotti negli anni settanta.
Il film presenta anche una scena che sfrutta la tecnologia CGI che al tempo era agli albori.
In Italia venne pubblicato da Logica 2000 e Yamato Video in VHS nel 1992. Nel 2023 è stata annunciata un'edizione Blu-ray sottotitolata in italiano ma non doppiata, a cura della francese Tanuko.

## Trama
Duke Togo, noto con lo pseudonimo Golgo 13, è uno spietato sicario prezzolato le cui origini sono sconosciute; tra i migliori al mondo nella sua professione, accetta incarichi ben pagati ma difficili da portare a termine.
È l'esecutore dell'omicidio di Robert Dawson, giovane rampollo di origini inglesi figlio di Leonard Dawson, ovvero uno dei più ricchi e potenti industriali degli Stati Uniti. Disinteressandosi dello sconosciuto mandante dell'esecuzione, Leonard Dawson cerca vendetta a tutti i costi su Golgo 13 e lo fa mettendo in campo ogni sua risorsa, finendo per coinvolgere FBI, CIA, il Pentagono, l'esercito statunitense, alcuni dei più temibili assassini internazionali e persino i propri familiari.

## Personaggi
- Golgo 13: sicario asiatico freddo e preciso, le sue reali origini ed il suo passato non sono noti; dopo aver messo a segno l'omicidio di Robert Dawson in tutti i suoi successivi impegni si ritroverà braccato dalle forze armate statunitensi fino al momento del confronto finale con Leonard Dawson.
- Leonard Dawson: magnate del petrolio e proprietario della potentissima Dawson Enterprises di New York, è un emigrato britannico naturalizzato statunitense; assiste all'esecuzione del figlio Robert e da quel momento non troverà pace finché Golgo 13 sarà in vita.
- Robert Frederick Dawson: figlio del patron Leonard, viene assassinato durante la cerimonia di promozione a presidente della Dawson Enterprises; il mandante dell'omicidio non viene svelato fino alla scena conclusiva del film.
- Laura Dawson: moglie di Robert, è contraria al desiderio di vendetta del suocero; nonostante ciò non riesce a frenare Leonard Dawson che la fa stuprare da Snake e sfrutta per i suoi scopi Emily, la figlia di Laura e Robert.
- Emily Dawson: figlia minorenne di Robert Dawson e di Laura, viene addestrata dal nonno Leonard all'utilizzo delle armi da fuoco e viene mandato all'aeroporto assieme al maggiordomo Albert per uccidere Golgo 13.
- Tenente Bob Bragen: uno dei migliori uomini del Pentagono, con l'ausilio di un gruppo di militari tende tre imboscate in differenti città a Golgo 13, fallendo in tutti e tre i casi e perdendo la vita in quella organizzata a San Francisco, dove però riesce a ferire gravemente Golgo 13 all'altezza del cuore.
- Snake: abile e cruento killer geneticamente modificato, è uno dei primi elementi arruolati da Leonard Dawson; inizialmente elimina un paio di collaboratori di Golgo 13 e successivamente si confronta con il sicario rivale all'interno della Dawson Tower.
- Gold e Silver: coppia di gemelli, sono due psicopatici assassini incarcerati nelle prigioni federali e gli unici sopravvissuti di un team di 40 hitman che per un esperimento segreto progettato da Pentagono e CIA vennero lasciati senza cibo e armi nelle foreste dell'America Centrale, costretti a sopravvivere per almeno 80 giorni braccati da un esercito di 2000 guerriglieri; vengono assoldati da Leonard Dawson e attaccano Golgo 13 nella Dawson Tower.
- Cindy: ufficialmente l'intoccabile figlia del potente quanto misterioso Dr. Zed, un boss della mafia siciliana che diventa un obbiettivo di Golgo 13 su commissione del vescovo Moretti, il cui desiderio è quello di vendicarsi del massacro della propria famiglia ordinato dal Dr. Zed.
- Informatore: il primo personaggio che collabora con Golgo 13, è un orologiaio che fornisce al killer le informazioni necessarie per stanare il Dr. Zed; viene brutalmente trucidato da Snake.
- Rita: meccanico d'auto e amica di Golgo 13, fornisce al sicario delle armi modificate ed un'automobile potenziata per la sua missione a San Francisco; viene mutilata da Snake fino alla morte.
- Pablo: amico di Golgo 13, lo accoglie in Brasile durante il suo periodo di guarigione; a New York svela al killer protagonista che dietro a tutto ciò vi è Leonard Dawson, ma quest'ultimo ha la famiglia di Pablo in ostaggio e lo obbliga ad affrontare Golgo 13.